# جهاد عودة
جهاد عودة (17 مايو 1954 - 5 أغسطس 2022) هو كاتب مؤلف ومفكر وصحفي وإعلامي ومحلل سياسي وأستاذ للعلوم السياسيّة بجامعة حلوان مصري، كانت تنشر له مقالات بالعديد من الصحف المصرية والعربية مثل جريدة صدى البلد، وجريدة اليوم السابع، والغارديان المصرية، وجريدة الأهالي، وله الكثير من المؤلفات في التحليل السياسي والعلوم السياسية.

## من مؤلفاته
ألف الدكتور جهاد عودة العديد من المؤلفات فيما يختص بالعلوم السياسية والشأن السياسي المحلي والدولي منها:
- النظام الدولي نظريات وإشكاليات: صدر عن دار الهدى للنشر والتوزيع بالقاهرة.[4]
- إسرائيل والعلاقات مع العالم الإسلامي: صدر عام 2003 عن الهيئة المصرية العامة للكتاب بالقاهرة ضمن مشروع مكتبة الأسرة.[5]
- عولمة الحركة الإسلامية الراديكالية: صدر عام 2005 عن الهيئة المصرية العامة للكتاب بالقاهرة ضمن مشروع مكتبة الأسرة.[6]
- التعديلات الدستوريه (منظور سياسي مصري): صدر عام 2007 عن دار العين للنشر والتوزيع بالقاهرة.[7]
- ظاهرة السياسات العامة والتطور الديمقراطى في مصر (المعضلات والقوى والصعوبات): صدر عام 2009 عن المجلس الأعلى للثقافة.[8]
- ثقافة الدولة الليبرالية: صدر عام 2010 عن الدار المصرية اللبنانية للطبع والنشر والتوزيع بالقاهرة.[9]
- سقوط دولة الإخوان: صدر عام 2014 عن دار كنوز للنشر والتوزيع بالقاهرة.[10]
- داعش والأزمة الإستراتيجية في إقليم الشرق الأدنى: صدر عام 2014 عن دار المكتب العربي للمعارف بالقاهرة ضمن سلسلة نظرة عن كثب.[11]
- مقدمة في العلاقات الدولية المتقدمة: صدر عام 2014 عن دار المكتب العربي للمعارف بالقاهرة.[12]
- علم الإدارة الدولية.. البناء التحتي للعلاقات الدولية: صدر عام 2014 عن المكتب العربي للمعارف بالقاهرة ضمن سلسلة السياسة الدولية والإستراتيجية.[13]
- من بوش الثاني إلى أوباما (المصالح الإستراتيجية المصرية): صدر عام 2014 عن المكتبة الأكاديمية بالقاهرة ضمن سلسلة كراسات مصرية.[14]
- لأزمة الإستراتيجية (الصراع الدولي في حوض نهر النيل): صدر عام 2014 عن المكتبة الأكاديمية بالقاهرة ضمن سلسلة كراسات مصرية.[15]
- الجماعة السلفية المحتسبة: صدر عام 2015 عن دار المكتب العربي للمعارف بالقاهرة ضمن سلسلة نظرة عن كثب.[16]
- تصور حوثي بشأن سيطرة القوات الحوثية على صنعاء: صدر عام 2015 عن دار المكتب العربي للمعارف بالقاهرة ضمن سلسلة نظرة عن كثب.[17]
- الدواعش في مصر: صدر عام 2015 عن دار المكتب العربي للمعارف بالقاهرة ضمن سلسلة نظرة عن كثب.[18]
- السياسة الخارجية المصرية (أصول وتطور): صدر عام 2015 عن المكتب العربي للمعارف بالقاهرة ضمن سلسلة السياسة الدولية والإستراتيجية.[19]
- التدخل الإيطالي في الصراع في ليبيا: صدر عام 2015 عن المكتب العربي للمعارف بالقاهرة ضمن سلسلة السياسة الدولية والإستراتيجية.[20]
- معضلة مفهوم الحداثة في منظور مقارن دولي: صدر عام 2015 عن المكتب العربي للمعارف بالقاهرة.[21]
- إشكاليات بناء قوة ومكانة مصرية أستراتيجية: صدر عام 2015 عن المكتب العربي للمعارف بالقاهرة ضمن سلسلة السياسة الدولية والإستراتيجية.[22]
- الحركات الجهادية وبناء الشرق الأوسط الجديد: صدر عام 2016 عن المكتب العربي للمعارف بالقاهرة ضمن سلسلة السياسة الدولية والإستراتيجية.[23]
- الصراع الدولى حول إقليم الاحواز (إقليم عربي تحت الاحتلال الإيرانى): صدر عام 2017 عن دار كنوز للنشر والتوزيع بالقاهرة.[24]
- مقدمة في السياسات العامة المقارنة (سياسات الخدمة المدنية): صدر عام 2017 عن المكتب العربي للمعارف بالقاهرة.[25]
- صراع قيم النظرية السياسية بين إيران وتركيا والسعودية: صدر عام 2017 عن المكتب العربي للمعارف بالقاهرة.[26]
- المفاوضات الأستراتيجية وعملية التسوية الأقليمية في الشرق الأوسط: صدر عام 2017 عن المكتب العربي للمعارف بالقاهرة.[27]
- التحولات في حركة حماس: صدر عام 2017 عن المكتب العربي للمعارف بالقاهرة.[28]
- الأزمة الاستراتجية للمناخ وسياسات الصراع العالمي: صدر عام 2018 عن المكتب العربي للمعارف بالقاهرة.[29]
- الصراع الدولى والقرار الاستراتيجى: صدر عام 2018 عن المكتب العربي للمعارف بالقاهرة.[30]
- المعلومات وصناعة القرار الاستراتيجي: صدر عام 2018 عن المكتب العربي للمعارف بالقاهرة.[31]
- جدل الحرب والاحلاف في صناعة الشرق الأوسط الجديد: صدر عام 2019 عن المكتب العربي للمعارف بالقاهرة.[32]
- الموجات الثورية وعدم الاستقرار في الشرق الأوسط والاتحاد الأوربى: صدر عام 2019 عن المكتب العربي للمعارف بالقاهرة.[33]
- المدخل للصراع الدولى المتقدم: صدر عام 2020 عن المكتب العربي للمعارف بالقاهرة.[34]
- المخاطر الاستراتيجية وإدارتها: صدر عام 2020 عن المكتب العربي للمعارف بالقاهرة.[35]
- دروس في الاستراتجية المتخصصة (الاسكيما): صدر عام 2020 عن المكتب العربي للمعارف بالقاهرة.[36]

## الوفاة
عثر عليه في 5 أغسطس 2022 ميتًا في شقته.